# Rybal's'ke
Rybal's'ke  (ucraniano: Рибальське) es una localidad del Raión de Bilhorod-Dnistrovskyi en el Óblast de Odesa de Ucrania. Según el censo de 2001, tiene una población de 604 habitantes.